# 7412 Linnaeus
A 7412 Linnaeus (ideiglenes jelöléssel 1990 SL9) a Naprendszer kisbolygóövében található aszteroida. Eric Walter Elst fedezte fel 1990. szeptember 22-én.